# Belotić (okręg kolubarski)
Belotić (cyr. Белотић) – wieś w Serbii, w okręgu kolubarskim, w gminie Osečina. W 2011 roku liczyła 538 mieszkańców.